# Ribeira do Amparo
Ribeira do Amparo is een gemeente in de Braziliaanse deelstaat Bahia. De gemeente telt 14.621 inwoners (schatting 2009).

## Aangrenzende gemeenten
De gemeente grenst aan Cipó, Heliópolis, Itapicuru, Ribeira do Pombal, Tucano en  Poço Verde (SE).